# 1188
1188 (MCLXXXVIII) a fost un an bisect al calendarului iulian.

## Evenimente
- 12-21 ianuarie: Adunare desfășurată în provincia Vexin, între Gisors și Trie-Château: regele Filip August al Franței, regele Henric al II-lea al Angliei și contele de Flandra se angajează să participe la Cruciada a treia, alături de numeroși baroni.
- 27 martie: Adunarea de la Paris: Regele Filip August al Franței hotărăște suspendarea datoriilor participanților la Cruciada a treia.
- 27 martie: Dieta de la Mainz: legatul papal Henri de Marcy, care propovăduia cruciada în teritoriul Germaniei, oferă crucea împăratului Frederic I Barbarossa, alături de 68 de principi germani.
- 21 septembrie: Se constituie confreria caritabililor din Saint-Eloi, cu activitatea la Bethune, în nordul Franței.
- 30 septembrie: Ultimul act semnat de către regele Someshvara al IV-lea, conducător al statului Chalukya, din vestul podișului Deccan din India; capitala sa, Kalyani, este cucerită de către Yadava Bhillama al V-lea; sfârșitul dinastiei domnitoare din Chalukya.

### Nedatate
- ianuarie-februarie: Adunările de la Mans și Geddington: regele Henric al II-lea al Angliei instituie "dijma lui Saladin", pentru finanțarea Cruciadei a treia.
- iulie: Sultanul Saladin îi redă libertatea cruciatului Guy de Lusignan, rege-consort al Ierusalimului, cu condiția ca acesta să jure că nu va mai lupta împotriva musulmanilor.
- noiembrie: Richard Inimă de Leu prestează omagiu regelui Filip August al Franței, cu care se aliază împotriva tatălui său, regele Henric al II-lea al Angliei.
- Alungat de pe tronul cnezatului Halici de către fratele său vitreg Vladimir Iaroslavici, pretendentul Oleg se refugiază pe lângă Rurik Rostislavici, după care face apel la regele Cazimir al II-lea al Poloniei, care atacă Haliciul și îl restabilește pe Oleg pe tron, care este însă otrăvit după puțină vreme, iar tronul este preluat de către Roman Mstislavici, cneazul de Volînia; la rândul său, regele Bela al III-lea al Ungariei, pe lângă care se refugiase Vladimir Iaroslavici, pornește în marș asupra Haliciului, care este abandonat de către Roman, iar regele maghiar îl pune pe tron pe propriul său fiu, Andrei.
- Califul almohad al-Mansur cucerește Tawsar și Gasfa de la principele de Tripoli, Karakouch.
- Gerald de Wales (Giraldus Cambrensis) și arhiepiscopul Baldwin de Exeter întreprind călătorii prin Țara Galilor, pentru a recruta participanți la Cruciada a treia.
- Noul rege al Castiliei și Leonului, Alfonso al IX-lea, convoacă la basilica San Isidoro cortesurile din Leon, cu participarea reprezentanților nobilimii, clerului și orașelor; întâlnirea este considerată ca prima întrunire parlamentară din Europa.
- Prima codificare a drepturilor orașului german Magdeburg.
- Puternică secetă pe teritoriul Franței, care provoacă incendii la Tours, Chartres, Beauvais, Auxerre, Troyes.
- Regele Filip August al Franței încheie cucerirea provinciei Berry.
- Regina Tamara a Georgiei se căsătorește cu nobilul David Soslan.
- Sultanul Saladin al Egiptului și Siriei întreprinde un asediu nereușit asupra forăreței Kerak, apărate de cavalerii din Ordinul ospitalier; cu forțe reduse, sultanul se deplasează către posesiunile cruciate din nord; o flotă trimisă de regele Siciliei îl împiedică să declanșeze asediul asupra Tripoli; de asemenea, încheie cu cruciații din Antiohia un armistițiu pe 8 luni de zile.

## Înscăunări
- 22 august: Alfonso al IX-lea, rege al Leonului și Castiliei (1188-1230).
- Andrei, cneaz de Halici 1188-1190).

## Nașteri
- 4 martie: Blanche a Castiliei, viitoarea soție a regelui Ludovic al VIII-lea al Franței  (d. 1252)
- 24 martie: Ferdinand de Portugalia, conte de Flandra (d. 1233)

## Decese
- 22 august: Ferdinand al II-lea, rege al Leonului (n. 1137).
- 17 noiembrie: Usamah ibn Munqidh, diplomat, cronicar și scriitor arab din Siria (n. 1095).
- Ali bin Hassan, sultan de Kilwa (n. ?)
- Oleg, pretendent la cnezatul Halici (n. ?)
- Ponc de la Guardia, trubadur spaniol (n. 1154)